# 朗罕氏巨细胞

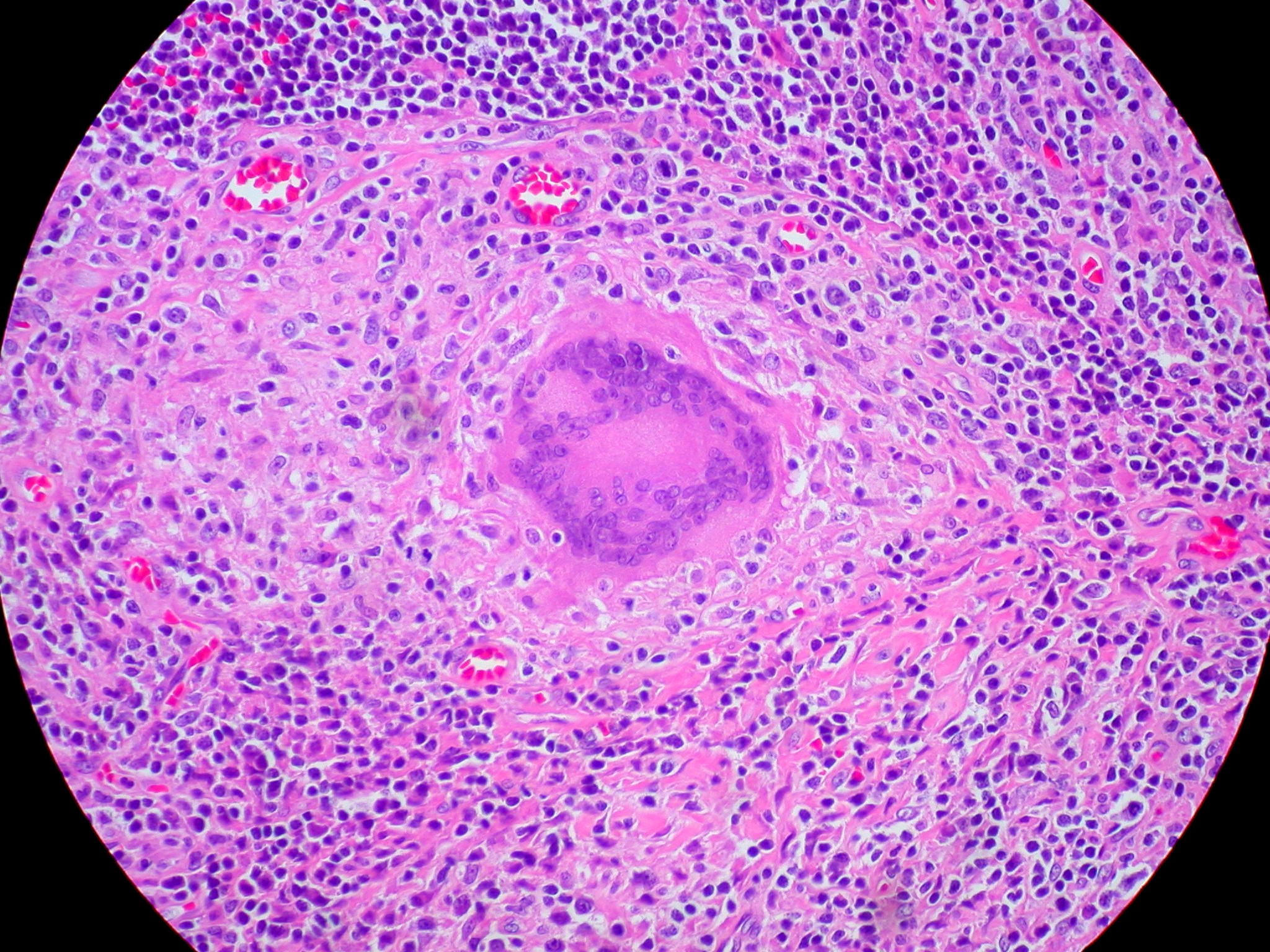
本图片中间部分体积较大的胞浆颜色粉红，外周多核的细胞就是朗罕氏巨细胞。

朗罕氏巨细胞（英語：Langhans giant cells，又称Pirogov-Langhans cells，也译作：langhans巨细胞、朗汉斯细胞）是在肉芽肿组织下发现的一类多核巨细胞。
它体积大，胞浆宽，着粉红色，胞核从十几个可达近百个并常沿边缘以马蹄形图案排列分布，由上皮样细胞（巨噬细胞）融合形成。如类上皮的核，核染色质较疏松，核膜较厚，着紫红色。
尽管在传统上它们的存在与肺结核有关，它们不是结核病所特有的临床指标，甚至不属于结核分枝杆菌病。事实上，无论病因如何，它们几乎都可以存在于各种形式的肉芽肿性疾病中。

## 命名
朗罕氏巨细胞是以德国病理学家 Theodor Langhans（1839-1915）命名。
不应该与朗格汉斯细胞相混淆，朗格汉斯细胞是单核细胞衍生的单核表皮树突状细胞，以保罗·兰格尔翰斯命名。（兰格尔翰斯岛（也叫“胰岛”）也以保罗·兰格尔翰斯的名字命名）。

## 产生原因
有一篇研究论文表明，当激活的cd4+ T细胞和单核细胞结合时，其细胞之间的CD40-cd40L相互作用和随后的T细胞分泌干扰素γ会引起融合相关分子DC-STAMP （树突细胞特异性跨膜蛋白）的上调和分泌，形成朗罕氏巨细胞。

## 临床意义
在患有结节病的患者的支气管肺活组织检查或淋巴结活组织检查中经常发现朗罕氏巨细胞。